# Reg Matthews
Reginald Derrick Matthews-detto Reg- (Coventry, 20 dicembre 1933 – 7 ottobre 2001) è stato un calciatore inglese di ruolo portiere.

## Carriera

### Club
Ha sempre giocato nel campionato inglese.

### Nazionale
Con la Nazionale inglese ha disputati 5 incontri, tutti nel 1956.